# امتناع از خدمت در ارتش اسرائیل

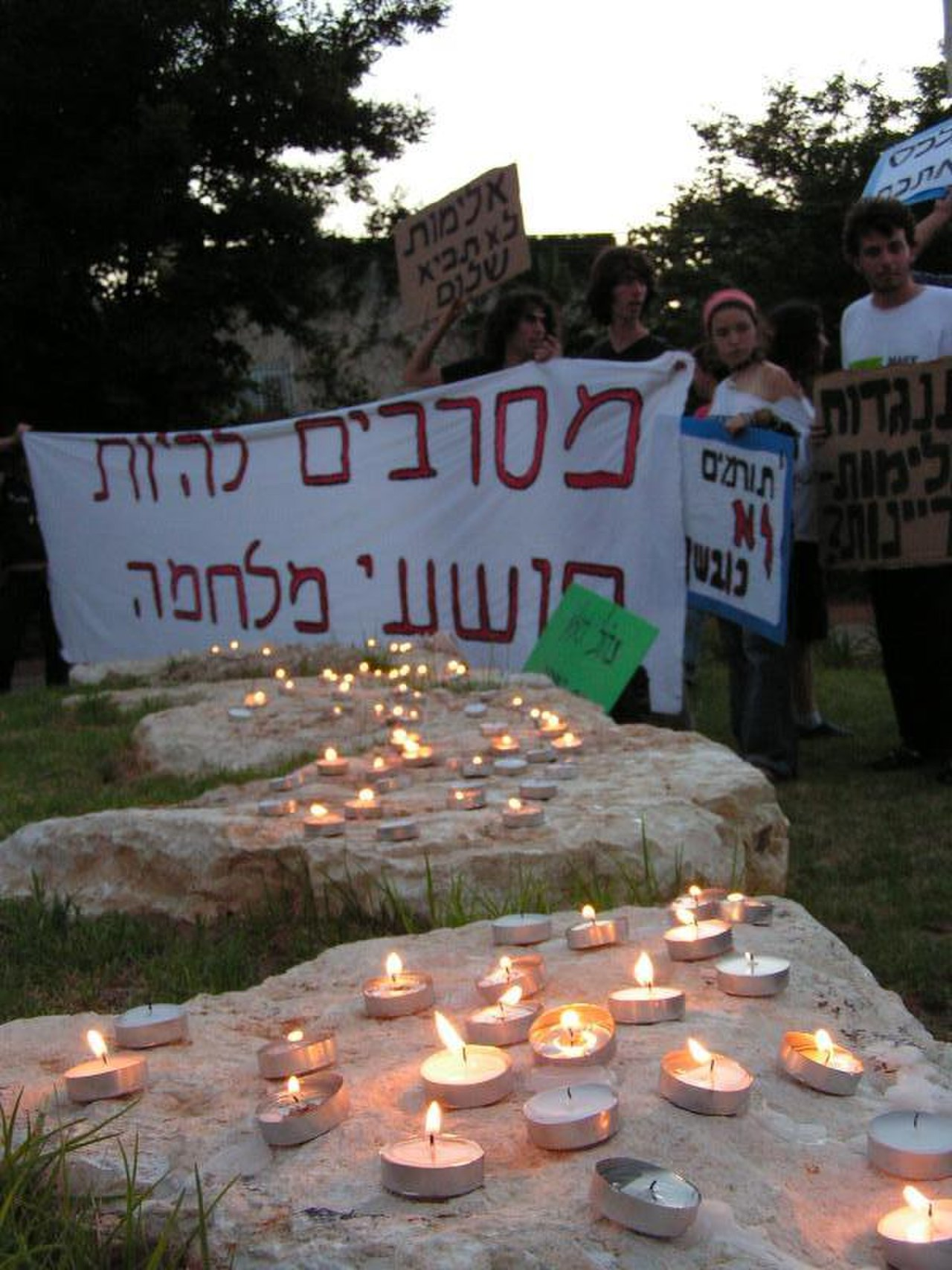
مخالفان اسرائیلی در تظاهرات

امتناع از خدمت در ارتش اسرائیل زمانی است که شهروندان اسرائیلی به دلایل صلح‌طلبی، ضدنظامی‌گرایی، فلسفه مذهبی یا مخالفت سیاسی با سیاست‌های اسرائیل مانند اشغال سرزمین‌های فلسطینی از خدمت در نیروهای دفاعی اسرائیل خودداری کرده یا از دستورات سرپیچی می‌کنند. مخالفان وجدانی در اسرائیل به عنوان sarvanim (در عبری סרבנים) شناخته می‌شوند که گاهی اوقات به عنوان "refuseniks" یا mishtamtim (گریزان، طفره‌زن) ترجمه می‌شود.

## پیشینه
برخی بین امتناع از خدمت در ارتش به دلیل یک جهان بینی صلح طلبانه که هرگونه تظاهرات خشونت را رد می‌کند و شامل امتناع از خدمت سربازی اجباری به هر شکلی است و امتناع جزئی از خدمت، مانند گروه شجاعت امتناع که هر جا و هر زمان که احضار شوند وظیفه ذخیره خود را دارند، اما از خدمت در سرزمین‌های اشغالی خودداری می‌کنند .» طیف متنوع نظرات در مورد امتناع از خدمت دلیلی وجود ندارد که سازمان چتری واحدی وجود نداشته باشد که همه گروه‌های امتناع‌کننده را در بر بگیرد. در حالی که بیشتر موارد امتناع از خدمت در طول تاریخ در میان چپ‌ها مشاهده شده استاسرائیلی‌های متمایل، تمایل به سرعت در حال گسترش در میان سربازان راست‌گرا برای امتناع از دستور اخراج یهودیان از شهرک‌های کرانه باختری (و سابقاً در نوار غزه) وجود دارد.

## یهودیان حریدی
از زمان تأسیس دولت اسرائیل در سال ۱۹۴۸، یهودیان حریدی به دلایل مذهبی از خدمت در ارتش اسرائیل خودداری کرده‌اند. آنها معمولاً تورات را به زبان یشیوا می‌خوانند و به این ترتیب از خدمت سربازی معاف هستند. همچنین افراد وابسته به گروه‌های مختلف ضدصهیونیستی حسیدی (به ویژه ستمار)، یشیواهای برسک و نتوره‌ای کارتا، از هرگونه خدمت نظامی به اسرائیل خودداری می‌کنند. اکثر این گروه‌ها از پیروان اده هاچاردیس هستند. یهودیان حریدی که از خدمت سربازی اجتناب می‌کنند، تنها دانش‌آموزان نیمه‌وقت یشیوا هستند، انتقاداتی را از داخل دریافت کرده‌اند.
جامعه ارتدکس برخی از سلبریتی‌های اسرائیلی برای پیشبرد شغل خود از خدمت سربازی طفره رفته‌اند. حادثه ای در سال ۲۰۰۷ که سرفصل‌های بین‌المللی را به خود اختصاص داد، بر افشاگری در مطبوعات متمرکز شد که مدل پوشش لباس شنای مصور اسرائیلی، بار رافائلی، در سال ۲۰۰۴ با یکی از دوستان خانوادگی خود ازدواج کرد و به زودی از او طلاق گرفت تا از خدمت سربازی خودداری کند. رافائلی انتقادات گسترده‌ای را دریافت کرد، از جمله از طرف انجمن اسرائیل برای ارتقای سهم برابر، که او پاسخ داد: «من واقعاً می‌خواستم در ارتش اسرائیل خدمت کنم، اما پشیمان نیستم که نام‌نویسی نکردم، زیرا هزینه داشت. همین‌طور است، افراد مشهور نیازهای دیگری دارند. امیدوارم پرونده من روی ارتش تأثیر گذاشته باشد.» در یک سازش برای جلوگیری از تحریم‌های احتمالی شرکت‌هایی که رافائلی با آن‌ها کار می‌کند، موافقت کرد که در بازدید از اسرائیل از سربازان مجروح اسرائیل بازدید کند و عضویت در ارتش را تشویق کند. این حادثه دوباره در اکتبر ۲۰۰۹ به تیتر خبرها تبدیل شد، زمانی که مدل اسرائیلی همکار استی گینزبورگ در مصاحبه با روزنامه اسرائیلی Yedioth Ahronoth از رافائلی انتقاد کرد و بحث‌ها را در مورد سهولت فرار از خدمت اجباری برانگیخت.